# خورشیدگرفتگی ۱۷ مارس ۱۹۲۳
خورشیدگرفتگی ۱۷ مارس ۱۹۲۳ (به انگلیسی: Solar eclipse of March 17, 1923) یک خورشیدگرفتگی از نوع خورشیدگرفتگی حلقه‌ای است. این خورشیدگرفتگی در تاریخ ۱۷ مارس ۱۹۲۳ میلادی (‎۲۵ اسفند ۱۳۰۱ خورشیدی) روی داد که زمان اوج آن، ساعت ۱۲:۴۴:۵۸ به‌وقت ساعت هماهنگ جهانی بوده‌است. مدت زمان و طول این خورشیدگرفتگی ۷ دقیقه و ۵۱ ثانیه بود.